# Streit – feministische Rechtszeitschrift
Streit – feministische Rechtszeitschrift (Eigenschreibweise STREIT) ist eine seit 1983 in Frankfurt am Main erscheinende Zeitschrift, die auf Frauenrechte und die frauenbezogene Rechtsprechung  spezialisiert ist. Sie ist seit ihrer Gründung  als autonomes feministisches Projekt organisiert, deren Verlag ausschließlich für den Vertrieb der Zeitschrift zuständig ist.

## Profil
Die Zeitschrift versteht sich  als feministische Fachzeitschrift für alle, die gegen gesellschaftliche Benachteiligungen von Frauen streiten und Frauen zu ihrem Recht verhelfen wollen, und  richtet sich dementsprechend nicht ausschließlich an Juristen.  Zudem versteht sie sich als Plattform für die Weiterentwicklung der feministischen Rechtstheorie und nimmt mit grundsätzlicheren Überlegungen zur Überwindung patriarchaler und heteronormativer Strukturen im Recht auch eine globale Perspektive ein.
Themen sind unter anderem der Schutz von Frauen vor Gewalt, ihre Gleichberechtigung im Erwerbsleben und in der Familie, die autonome Gestaltung privater Lebensentwürfe, Abtreibung, Reproduktionstechnologien und selbstbestimmte Sexualität, Mutterschaft sowie  die Rechtsstellung von Frauen in anderen Teilen der Welt.
Die Zeitschrift Kritische Justiz ordnete Streit im Jahr 2008 den maßgeblichen Zeitschriften der Rechtskritik im deutschsprachigen Raum zu.

## Entstehungsgeschichte
1978, zehn Jahre nach Beginn der zweiten Welle der deutschen Frauenbewegung, entstanden in Westdeutschland die ersten feministischen Anwältinnenbüros. Die daran beteiligten Frauen wollten sich besser vernetzen, um sich über juristische Fragestellungen auszutauschen, die weder im Hochschulstudium noch in der damaligen Fachliteratur behandelt wurden. Außerdem gab es den Wunsch, gemeinsam neue Argumentationstrategien und rechtspolitische Forderungen zu entwickeln. Als Forum zum Austausch dienen seit 1985 die „Jurafrauentreffen“, die als jährlicher Feministischer Juristinnentag stattfinden. Die Idee, eine feministische Fachzeitschrift zu gründen, entstand in diesem Umfeld, jedoch schon früher: 1983 kam die erste Ausgabe von Streit heraus. Eine der Gründerinnen war die Juristin und Rechtstheoretikerin Sibylla Flügge.